# Calliephialtes picadoi
Calliephialtes picadoi là một loài tò vò trong họ Ichneumonidae.